# غرب سيلفرتاون (محطة مترو أنفاق لندن)
غرب سيلفرتاون (بالإنجليزية: West Silvertown)‏ هي إحدى محطات مترو أنفاق لندن. تقع على خط قطار دوكلاندز الخفيف (فرع فرع مطار لندن سيتي) أفتتحت في المنطقة (Zone) رقم 3 أفتتحت في 02 ديسمبر 2005.